# نيوزيلندا في الألعاب البارالمبية الصيفية 2012
شاركت نيوزيلندا في الألعاب البارالمبية الصيفية لندن 2012, حيث اختتمت الدورة ب 17 ميدالية; 6 ذهبية، 7 فضية و 4 برونزية. بهذه النتيجة إحتلت نيوزيلندا المرتبة الحادية والعشرون في الدورة .

## الميداليات
17

## وصلات خارجية
- الموقع الرسمي لندن 2012